# Chef du gouvernement tunisien
Le chef du gouvernement tunisien est à la tête du gouvernement de la Tunisie. Après l'adoption de la Constitution de 2014, le chef du gouvernement possède l'essentiel du pouvoir exécutif. Après les décisions prises par le président Kaïs Saïed en 2021, l'essentiel du pouvoir exécutif revient au président. 
Le chef du gouvernement siège au Dar El Bey, palais situé sur la place de la Kasbah, en périphérie de la médina de Tunis.

## Titre
Le titre du chef du gouvernement a évolué ainsi depuis 1956 :
- 20 mars 1956 - 25 juillet 1957 : Premier ministre
- 25 juillet 1957 - 7 novembre 1969 : chef du gouvernement
- 7 novembre 1969 - 24 décembre 2011 : Premier ministre
- depuis le 24 décembre 2011 : chef du gouvernement

## Histoire

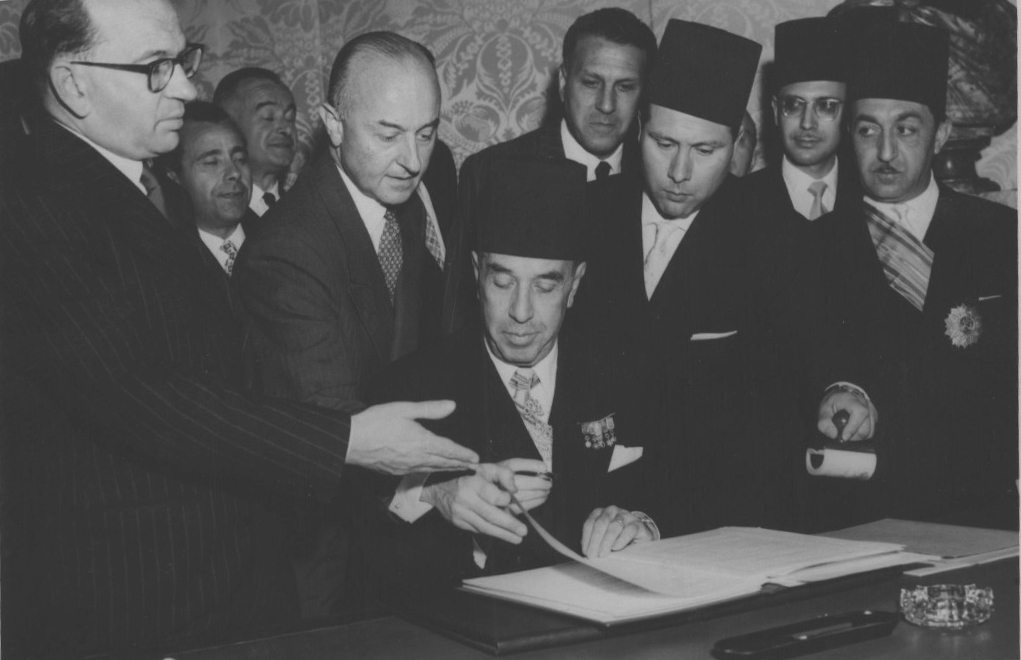
Tahar Ben Ammar, premier Premier ministre, signant une convention entre la France et la Tunisie.

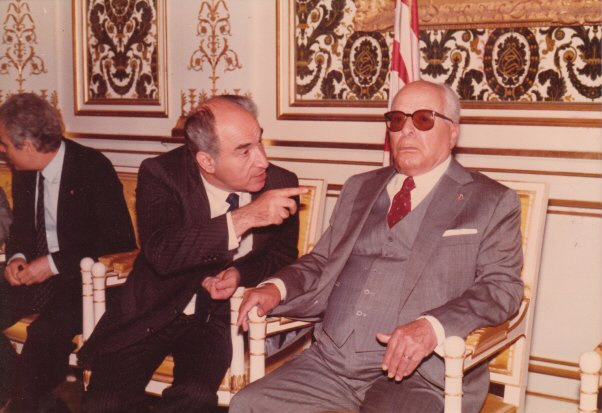
Mohamed Mzali aux côtés du président Habib Bourguiba.

Le poste de Premier ministre succède à celui de grand vizir de Tunis. Tahar Ben Ammar devient le premier Premier ministre de la Tunisie indépendante pendant la monarchie et le règne de Lamine Bey. Mais, à la suite de l'élection de l'Assemblée constituante qui rédige la Constitution, Habib Bourguiba, devenu président de la République, met fin à la fonction le 25 juillet 1957.
Le président nomme alors directement les membres du gouvernement et préside chaque Conseil des ministres au Palais présidentiel de Carthage. Bourguiba recrée le poste par le décret no 69-400 du 7 novembre 1969, puis l'inscrit dans la Constitution avec les amendements du 31 décembre de la même année. Bahi Ladgham, l'un des fidèles du président ayant occupé deux portefeuilles dans son gouvernement (Finances et Défense) devient le troisième Premier ministre de l'histoire du pays et le premier sous le régime républicain.
Selon la Constitution de 1959 amendée en 1969, le président nomme le Premier ministre et met fin à ses fonctions sur la présentation de sa démission du gouvernement, notamment en cas de motion de censure votée par la Chambre des députés. Sur la proposition du Premier ministre, il nomme les autres membres du gouvernement et met fin à leurs fonctions. Toutefois, la modification de la Constitution effectuée en 1988 diminue considérablement les prérogatives du Premier ministre.
À la suite de la révolution de 2011, le Premier ministre devient chef du gouvernement et se voit attribuer l'essentiel du pouvoir exécutif. En vertu de la loi constituante de 2011 puis de la Constitution de 2014, le président de la République charge le candidat du parti politique ayant obtenu le plus grand nombre de sièges à l'assemblée de former le gouvernement.
À la différence de la Constitution de 1959, c'est désormais le chef du gouvernement et non plus le président de la République qui préside le gouvernement : il peut supprimer ou créer des ministères ainsi que définir les missions et attributions de chaque institution sous la tutelle du gouvernement ; il nomme les hauts fonctionnaires civils, avec l'aide du ministre chargé de ce secteur, et le gouverneur de la banque centrale après concertation avec le président de la République. Il peut aussi dissoudre les conseils municipaux, les conseils régionaux et les conseils locaux après avis du président.
Le 23 août 2019, le chef du gouvernement Youssef Chahed, désormais candidat à la présidentielle, désigne le ministre de la Fonction publique Kamel Morjane pour assurer temporairement les pouvoirs de chef du gouvernement par délégation, et ce jusqu'au 13 septembre de la même année. C'est le premier cas de ce genre à se produire sous la Constitution de 2014.
Le 10 janvier 2020, le chef du gouvernement désigné Habib Jemli devient le premier à échouer à obtenir la confiance de l'Assemblée des représentants du peuple.
Le 25 juillet 2021, le président Kaïs Saïed, invoquant l'article 80 de la Constitution, limoge le chef du gouvernement Hichem Mechichi avec effet immédiat.

## Rôle

### Nomination
Après les élections législatives, le président de la République charge le candidat du parti arrivé en tête de former un gouvernement dans un délai d'un mois. Le candidat désigné doit présenter son programme à l'Assemblée des représentants du peuple et obtenir la confiance de la majorité de ses membres avant d'être formellement nommé chef du gouvernement par le président. S'il ne parvient pas à former un gouvernement ou s'il n'obtient pas la confiance, le président engage des concertations avec les partis politiques pour trouver le meilleur candidat. Si, quatre mois après les élections, l'assemblée n'a pas accordé sa confiance au chef du gouvernement, le président peut convoquer de nouvelles élections.
Le chef du gouvernement prête devant le président de la République le serment suivant :

« Je jure par Dieu Tout-Puissant de travailler fidèlement pour le bien de la Tunisie, de respecter sa Constitution et sa législation, de veiller scrupuleusement sur ses intérêts et de la servir loyalement. »

### Fonctions

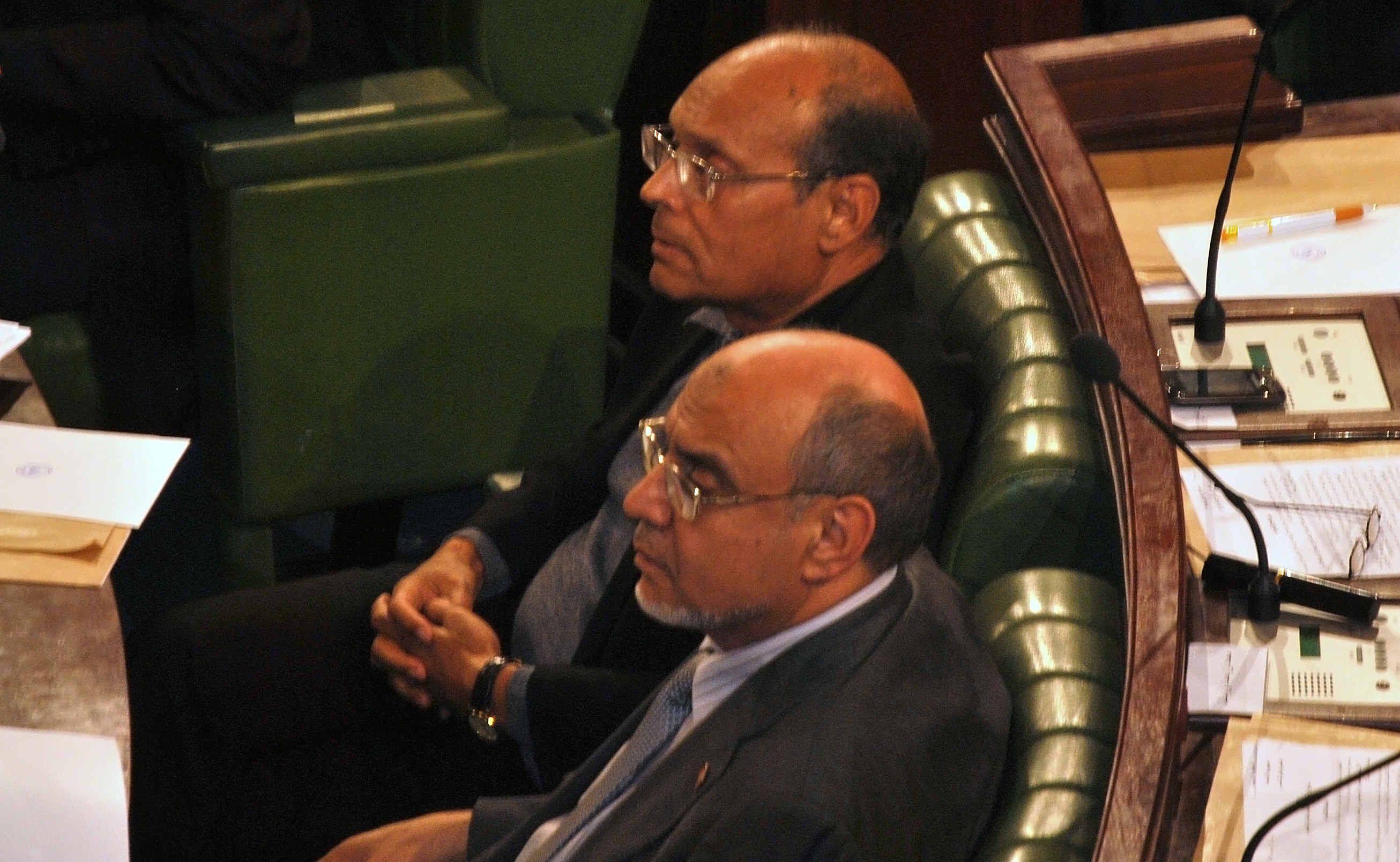
Hamadi Jebali et Moncef Marzouki à l'Assemblée constituante.

Le chef du gouvernement « détermine la politique générale de l'État […] et veille à sa mise en œuvre ». Les membres du gouvernement (ministres et secrétaires d'État) sont nommés par le chef du gouvernement qui peut aussi créer et modifier les portefeuilles ministériels.
En outre, le chef du gouvernement :
- est chargé de l'exécution des lois ;
- peut révoquer les membres du gouvernement ;
- peut créer, modifier ou supprimer des entreprises ou établissements publics et des services administratifs ;
- nomme et révoque aux emplois civils supérieurs ;
- dirige l'administration ;
- conclut les « traités internationaux à caractère technique » ;

Le chef du gouvernement préside le Conseil des ministres (sauf dans les domaines de la défense et des affaires étrangères où le président de la République préside) et le consulte dans l'exercice de ses prérogatives. Il peut déléguer certaines compétences aux ministres.
Alors que la Constitution permet au chef du gouvernement de remanier son gouvernement, le règlement intérieur de l'Assemblée des représentants du peuple exige un vote de confiance pour les nouveaux membres du gouvernement.

## Honneurs, prérogatives et avantages

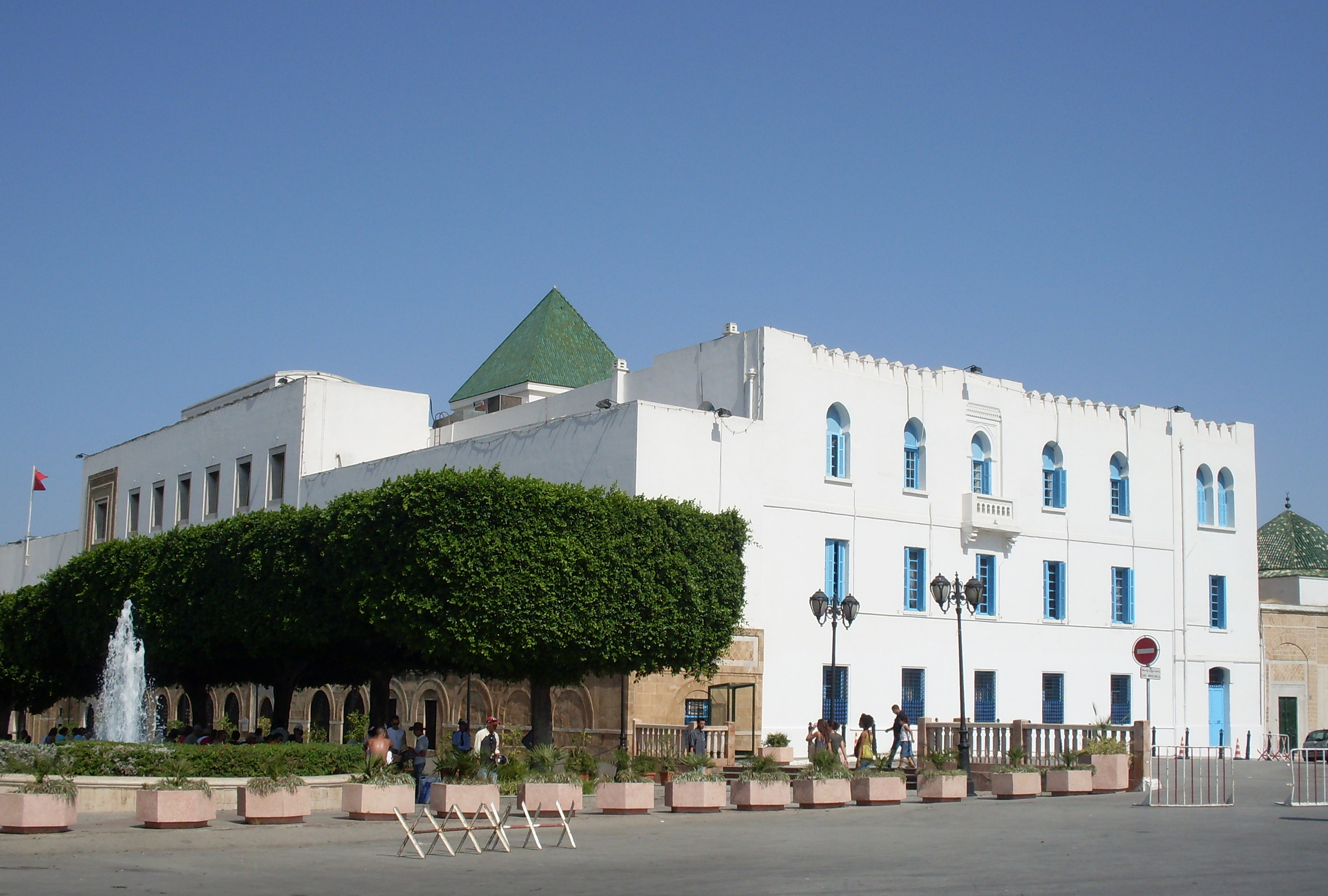
Siège du gouvernement.

Le chef du gouvernement est l'un des trois principaux personnages de l'État avec le président de la République et le président de l'Assemblée des représentants du peuple. Son appellation officielle est « Monsieur le chef du gouvernement ».
Il dispose d'un salaire de 6 000 dinars par mois ; des informations de la presse le donnaient à plus de 35 000 dinars.
Depuis la création du poste, le chef du gouvernement réside au Dar El Bey, à la kasbah de Tunis, en face du ministère des Finances et près des sièges du mufti de la République et des autres ministères. Depuis la révolution de 2011, le Conseil des ministres se réunit également au Dar El Bey.

## Mandats électifs
Trois Premiers ministres ont été élus ultérieurement présidents de la République : Habib Bourguiba, Zine el-Abidine Ben Ali et Béji Caïd Essebsi. Deux d'entre eux ont également été élus présidents de la Chambre des députés : Rachid Sfar et Caïd Essebsi.

## Longévité
- Mandat le plus long : Mohamed Ghannouchi (11 ans, 3 mois et 10 jours)
- Mandat le plus court : Zine el-Abidine Ben Ali (1 mois et 5 jours)
- Chef de gouvernement le plus jeune en début de mandat : Youssef Chahed (40 ans)
- Chef de gouvernement le plus jeune en fin de mandat : Youssef Chahed (44 ans)
- Chef de gouvernement le plus âgé en début de mandat : Béji Caïd Essebsi (85 ans)
- Chef de gouvernement le plus âgé en fin de mandat : Béji Caïd Essebsi (85 ans)
- Chef de gouvernement par président de la République :
  - Kaïs Saïed a nommé sept chefs du gouvernement en cinq ans ;
  - Habib Bourguiba a nommé cinq Premiers ministres différents en 30 ans ;
  - Zine el-Abidine Ben Ali a nommé trois Premiers ministres différents en 23 ans ;
  - Fouad Mebazaa a nommé deux Premiers ministres différents en dix mois ;
  - Moncef Marzouki a nommé trois chefs du gouvernement en trois ans ;
  - Béji Caïd Essebsi a nommé deux chefs du gouvernement en quatre ans.